# 961
961 је била проста година.

## Догађаји
- Викинзи предвођени синовима Ерика Крваве Секире искрцавају се на Хордаланд. Краљ Хокон I Добри побеђује побуњенике, али је убијен. Харалд II Сива Кожа постаје владар западног дела Норвешке.

- 6. март – Опсада Хандакса: Византијске снаге под Никифором II Фоком заузеле су и опљачкале Хандакс после 8-месечне опсаде. Никифор без милости масакрира становништво и одводи га у ропство, враћајући се у Цариград са емиром Абд ал-Азизом ибн Шуајбом и његовом породицом као затвореницима. Острво Крит је претворено у византијску тему, а преостали муслимани су преобраћени у хришћанство.
- 26. мај – Отон I, цар Светог римског царства, бира свог шестогодишњег сина Отона II за наследника и сувладара на царском савету у Вормсу. Он је крунисан у Ахену и стављен под старатељство своје баке Матилде и његовог полубрата Вилијама од Мајнца. Отонов рођени брат Бруно I, поново је оптужен за привремену владу Лорене.
- Лето – Отон I предводи експедиционе снаге у северну Италију кроз Бренер пролаз у Тренту, да помогне опкољеном младом папи Јовану XII. Он наставља према Павији – краљ Беренгар II шаље свог сина и сувладара Адалберта II из Рима на челу велике војске да преузме контролу над Горњим Адижеом и оспори Отонов улазак.
- 15. октобар – Калиф Абдурахман III умире после 32-годишње владавине. Наследио га је његов син Ал-Хакам II као владар Кордобског калифата у Ал-Андалузу (савремена Шпанија).
- Битка код Фитјара – Викиншка војска под синовима Ерика Крваве секире стиже на Хордаланд. Краљ Хакон Добри побеђује побуњеничке снаге, али је убијен. Харалд II Сива Кожа постаје владар западног дела Норвешке.
- Ломбардска војска под Адалбертом II одбија да се бори против цара Отона I осим ако Беренгар II абдицира у корист Адалберта. Беренгар одбија, а војске се повлаче у своја упоришта. Беренгар и његова породица узимају све што је преостало од војске и разилазе се - Беренгар се повлачи у тврђаву у Монтефелтру (у Пентаполису).
- Јерменијски краљ Ашот III (Милосрдни) премешта своју престоницу из Карса на исток у Ани (модерна Турска). Смештен на главној караванској рути исток-запад, Ани ће постати већи од било ког европског града, са популацијом од око 100.000 људи, који ће бити ривал Багдаду, Каиру и Цариграду. Ани такође постаје место краљевског маузолеја краљева Багратунија.
- Кнез Кијевске Русије Свјатослав Игоревич, у савезу са византијским царем Романом II (ум. 963), шаље му руски одред да помогне у ослобађању острва Крит од Арапа.

## Смрти
- 19. септембар — Јелена Лакапина, византијска царица
- Хокон I Добри, краљ Норвешке